# Oningis armatus
Oningis armatus är en spindelart som beskrevs av Bryant 1943. Oningis armatus ingår i släktet Oningis och familjen hoppspindlar. Inga underarter finns listade i Catalogue of Life.